# Destuben
Destuben ist ein Stadtteil von Bayreuth im bayerischen Regierungsbezirk Oberfranken. Destuben liegt in der Gemarkung Thiergarten.

## Geografie
Das ehemalige Dorf liegt am Aubach. Die Thiergärtner Straße führt zum Universitätsgelände von Bayreuth (1,2 km nördlich), die Unternschreezer Straße an Krodelsberg und Bauerngrün vorbei nach Unternschreez (2,4 km südlich). Eine weitere Gemeindeverbindungsstraße führt nach Rödensdorf (1,5 km südwestlich).

## Geschichte
Das Dorf Destuben wurde erstmals im Landbuch A des Jahres 1398 bereits mit dem heutigen Namen erwähnt. Das mittelhochdeutsche Wort stube bedeutet heizbares Gemach oder auch kleines Wohnhaus. Somit könnte der Ortsname auf eine alte Herberge hindeuten, die aber nicht urkundlich belegt ist. Auch könnte es sich um einen alten Flurnamen handeln, der ein durch Wald eingeschlossenes Flurstück bezeichnete.
Gegen Ende des 18. Jahrhunderts bestand Destuben aus 8 Anwesen (8 Halbhöfe, 1 Sölde). Die Hochgerichtsbarkeit stand dem bayreuthischen Stadtvogteiamt Bayreuth zu. Die Dorf- und Gemeindeherrschaft und Grundherrschaft über sämtliche Anwesen hatte das Hofkastenamt Bayreuth.
Von 1797 bis 1810 unterstand der Ort dem Justiz- und Kammeramt Bayreuth. Mit dem Gemeindeedikt wurde Destuben dem 1812 gebildeten Steuerdistrikt Oberkonnersreuth zugewiesen. Zugleich entstand die Ruralgemeinde Destuben. Sie war in Verwaltung und Gerichtsbarkeit dem Landgericht Bayreuth zugeordnet und in der Finanzverwaltung dem Rentamt Bayreuth. Mit dem Gemeindeedikt von 1818 erfolgte die Eingemeindung nach Thiergarten. Am 1. Juli 1976 wurde Destuben im Zuge der Gebietsreform in Bayern nach Bayreuth eingemeindet.
Am 1. Juni 1992 wurde im alten Schulhaus von Destuben Bayreuths erster Waldorfkindergarten eröffnet. Im November 2022 wurde an der Thiergärtner Straße das Feuerwehrhaus Süd eingeweiht. Dort sind seitdem die drei Wehren von Thiergarten, Oberkonnersreuth und Wolfsbach unter einem Dach vereint. Der Schutzbereich des Löschzugs Süd, dem 53 Männer und neun Frauen aktiv angehören, ist das größte Einsatzgebiet einer Abteilung innerhalb der Freiwilligen Feuerwehr Bayreuth. Er umfasst auch Rödensdorf, Destuben, Hohlmühle, Storchennest und Meyernreuth sowie je einen Abschnitt der Bundesautobahn 9 und der Bahnstrecke Schnabelwaid–Bayreuth.

### Einwohnerentwicklung
| Jahr      | 001819 | 001822 | 001861 | 001871 | 001885 | 001900 | 001925 | 001950 | 001961 | 001970 | 001987 |
| Einwohner | 53 *   | 75     | 64     | 72     | 76     | 69     | 115    | 239    | 241    | 167    | 347    |
| Häuser    |        | 9      |        |        | 10     | 11     | 14     | 24     | 43     |        | 94     |
| Quelle    | [ 12 ] | [ 7 ]  | [ 13 ] | [ 14 ] | [ 15 ] | [ 16 ] | [ 17 ] | [ 18 ] | [ 19 ] | [ 20 ] | [ 1 ]  |

## Religion
Destuben ist seit der Reformation evangelisch-lutherisch geprägt und war ursprünglich nach Heilig Dreifaltigkeit (Bayreuth) gepfarrt. Seit der zweiten Hälfte des 20. Jahrhunderts ist St. Johannis zuständig.